# Одлі Мервін

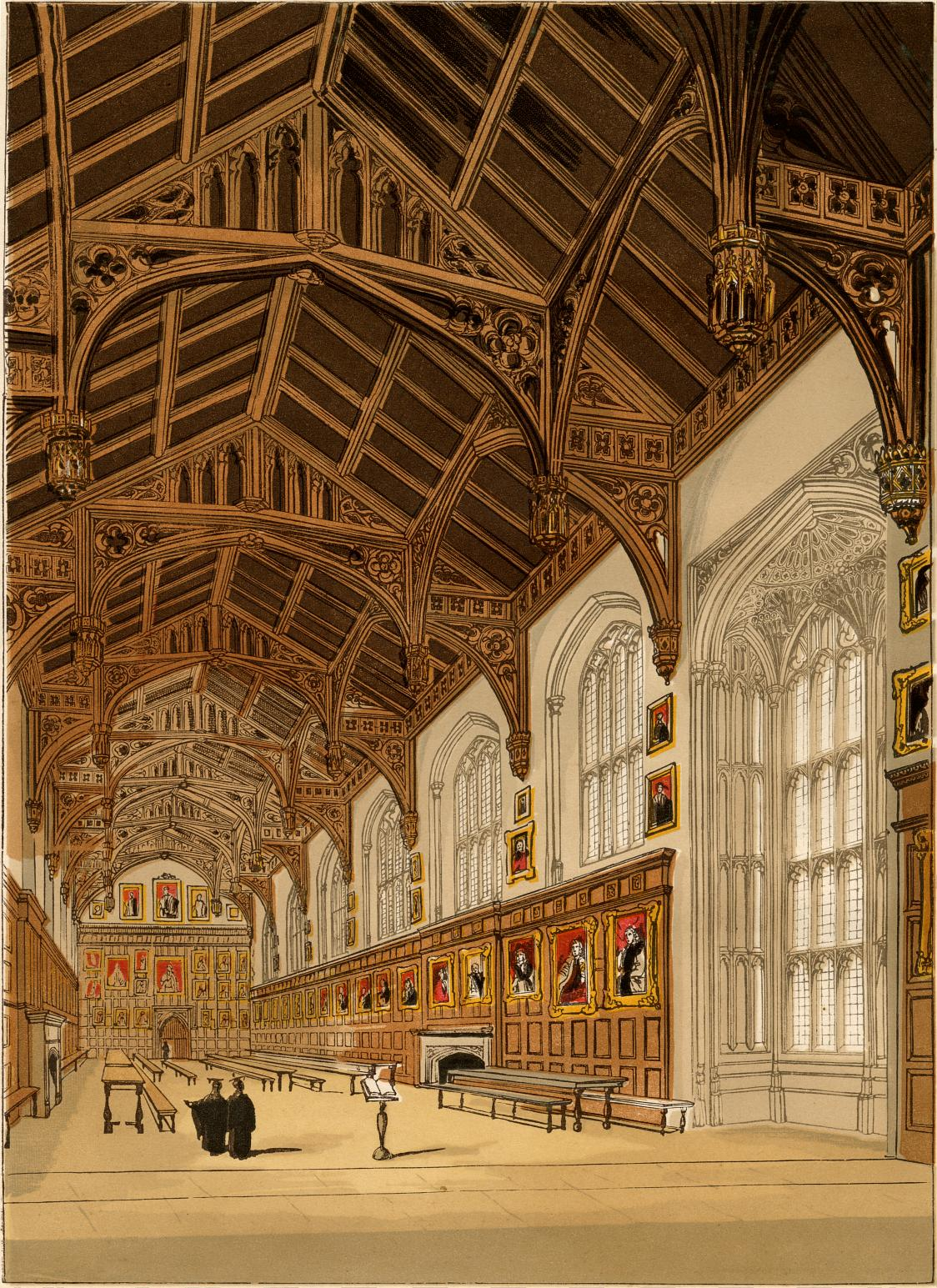
Холл коледжу Крас-Черч, Оксфорд.

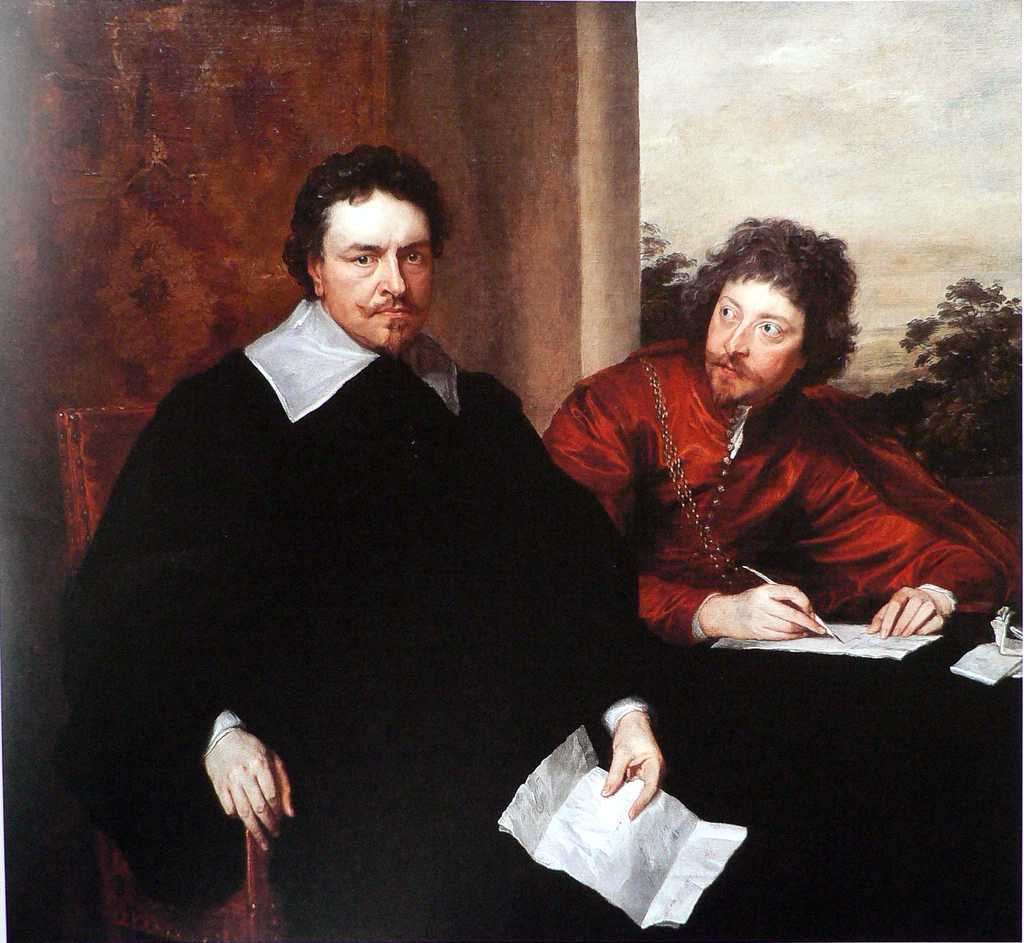
Граф Стаффорд зі своїм секретарем сером Філіпом Майнварінгом.

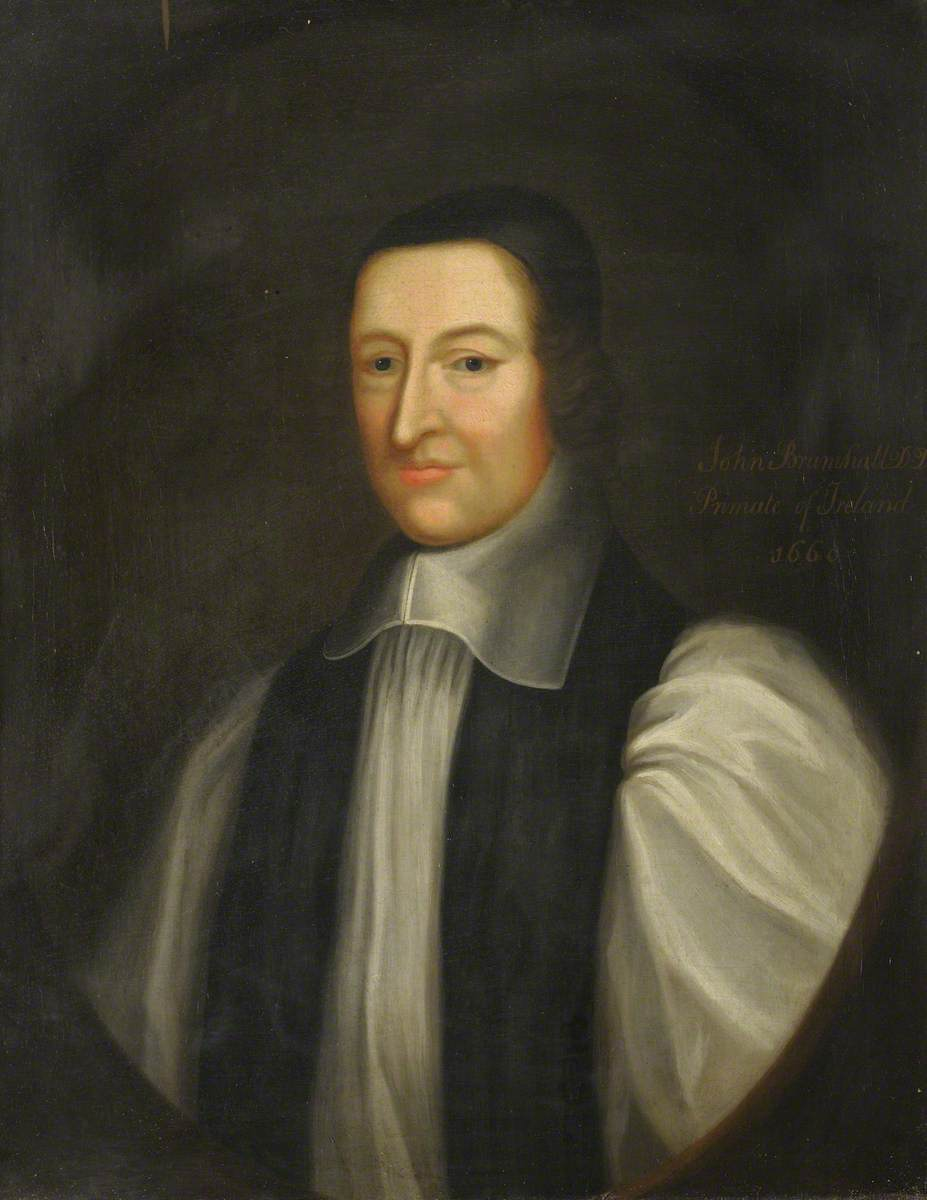
Джон Брамхолл — єпископ Деррі.

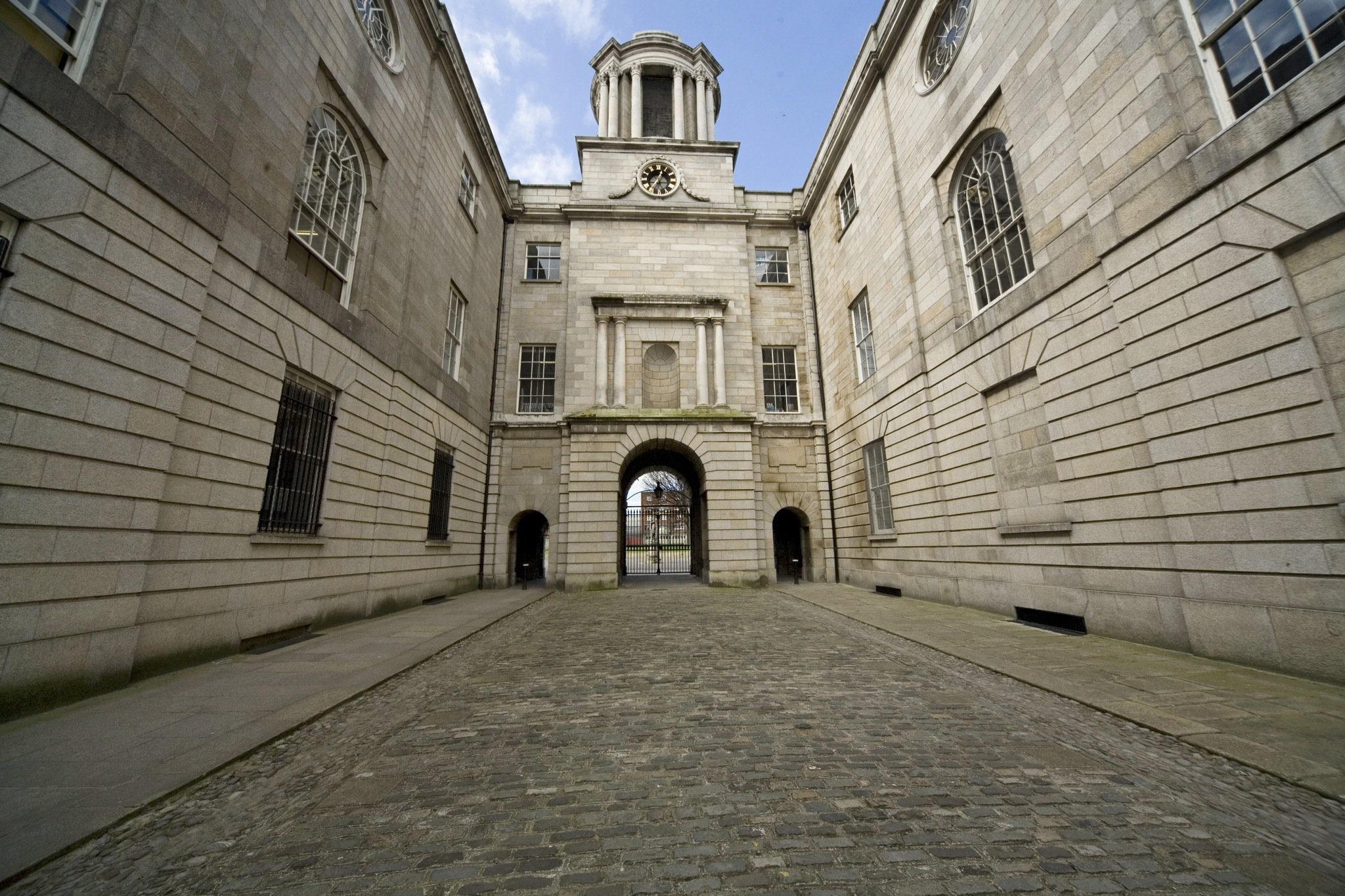
Будинок юридичної спілки «Кінгс Інн».

Сер Одлі Мервін з Трілліка (1603? — 1675) — юрист, політик, депутат Палати громад парламенту Ірландії, спікер Палати громад парламенту Ірландії. Він був депутатом від графства Тірон і спікером палати громад парламенту Ірландії в 1661—1666 (з перервами).

## Життєпис Одлі Мервіна
Він був другим сином сера Генрі Мервіна з Петерсфілда, Гемпшир, Англія, що одружився зі своєю двоюрідною сестрою леді Крістіан Тачет — дочкою Джорджа Тачета, І графа Каслгейвен та його дружини Люсі Мервін — єдиної дочки сера Джеймса Мервіна з Фонтхілл Гіффорд і його першої дружини Емі Кларк.

### Початок кар'єри
Одлі Мервін отримав освіту в коледжі Крайст-Черч в Оксфорді. Він переїхав до Ірландії за пропозицією своїх родичів — родини графа Каслгейвен, які мали великі маєтки в цій країні, і сам став значним ірландським землевласником, володів землями головним чином у графстві Тірон. До 1640 року він служив в англійській армії, дослужився до капітана в армії Томаса Вентворта, І графа Страффорда, і того ж року був обраний депутатом Палати громад парламенту Ірландії від графства Тірон. У 1641 році він очолив атаку на Страффорда в палаті громад Ірландії, представивши статті про імпічмент серу Річарду Болтону — лорд-канцлеру Ірландії. Але Стааффорд не дивлячись на загальну ненависть, яку він викликав в Ірландії своєю жорстокою політикою мав впливову підтримку. Джон Брамхолл — єпископ Деррі, сер Джерард Лоутер — головний суддя Ірландської «Спільної справи», сер Джордж Редкліфф — радник Таємної ради Ірландії. Усі вони були друзями та міністрами графа Страффорда, якому на той час було оголошено імпічмент парламентом. Імпічмент провалився, але Стаффорда було заарештовано та страчено в травні 1641 року з політичних міркувань короля Англії Карла І. Одлі Мервін брав активну участь у розгляді цієї справи, він передав протест ірландського парламенту проти Страффорда, який засуджував його уряд Ірландії як жахливу тиранію, до Палати громад парламенту Англії. Між 1641 і 1661 роками Мервін служив в англійській армії, дослужившись до звання полковника. У 1644 році він був призначений губернатором міста Деррі, але незабаром був усунутий, коли він прийняв угоду «з міркувань доцільності». Місця його перебування та його діяльність протягом 1650-х років невідомі: в один момент його заарештували та повернули до Англії, але незабаром після цього йому дозволили повернутися до Ольстера. Він вирішив зайнятися юридичною справою і в 1658 році вступив до юридичної спілки «Кінгс Інн».

### Реставрація монархії
У 1660 році він був призначений одним із дванадцяти уповноважених, надісланих з Тірона для переговорів з королем-вигнанцем Карлом II, коли на британських островах почались заворушення і республіка захиталася. Його посвятили в лицарі та призначили на посаду головного сержанта Ірландії, найвищої юридичної посади в Ірландії на той час. Однак Джеймс Батлер — І герцог Ормонд, лорд-лейтенант Ірландії, завжди йому не довіряв і вважав за краще звертатися лише до генерального прокурора Ірландії, сера Вільяма Домвілла, тому за кілька років роль Одлі Мервіна як юридичного радника Королівства фактично втратила свою силу. Відтоді Генеральний прокурор Ірландії завжди вважався старшим юристом. Він був обраний спікером Палати громад у травні 1661 року, коли знову був обраний депутатом Палати громад парламенту Ірландії від Тірона, всупереч волі короля, який віддав би перевагу Вільяму Домвіллю. Було сказано, що його колеги-депутати обрали його за красномовство, «стиль якого викликав сильні захоплення в той час», сповнене біблійних алюзій і цитат із класиків, змішаних із цитатами недавніх юридичних авторів, таких як сер Едвард Коук. Невдовзі після цього він поїхав до Англії на дев'ять місяців з вересня 1661 року по травень 1662 року, щоб взяти участь у переговорах щодо Акту про врегулювання 1662 року. Коли він повернувся, він відігравав впливову роль у Палаті громад парламенту Ірландії і водночас брав участь у претензійному суді, що був створений згідно з Актом про врегулювання для вирішення земельних позовів. Це призвело до звинувачень у корупції проти нього. Він був спікером до розпуску парламенту в 1666 році, хоча він дуже образив короля, а його лояльність до корони викликала глибокі сумніви і підозри в заколоті та змові. Він продовжив свою юридичну практику, але його пізні роки досить темні.

## Родина
У 1638 році він вперше одружився з Мері Діллон — дочкою Джона Діллона з замку Діллон і вдовою Френсіса Віндзора. Удруге він одружився з Мартою (померла в 1685 р.) — донькою сера Г'ю Клотворсі та Мері Ленгфорд, а також сестрою провідного політика Джона Клотворсі, І віконта Массерін. Від двох шлюбів у нього було щонайменше три сини і дві дочки, включаючи Генрі, старшого сина і спадкоємця, Г'ю і Гая. Його головною резиденцією був замок Тріллік (або замок Тачет), графство Тірон, яке залишалося у власності родини Мервін протягом кількох поколінь.

## Репутація
Відповідно до Оксфордського словника національних біографій, «думки щодо Мервіна, як у його часи, так і після нього, були різними, але рідко це були компліменти, часто це були звинувачення в корупції, відсутності скрупульозності, гонитві за власними інтересами вище принципів.»